# Bezirksgericht Frankenthal

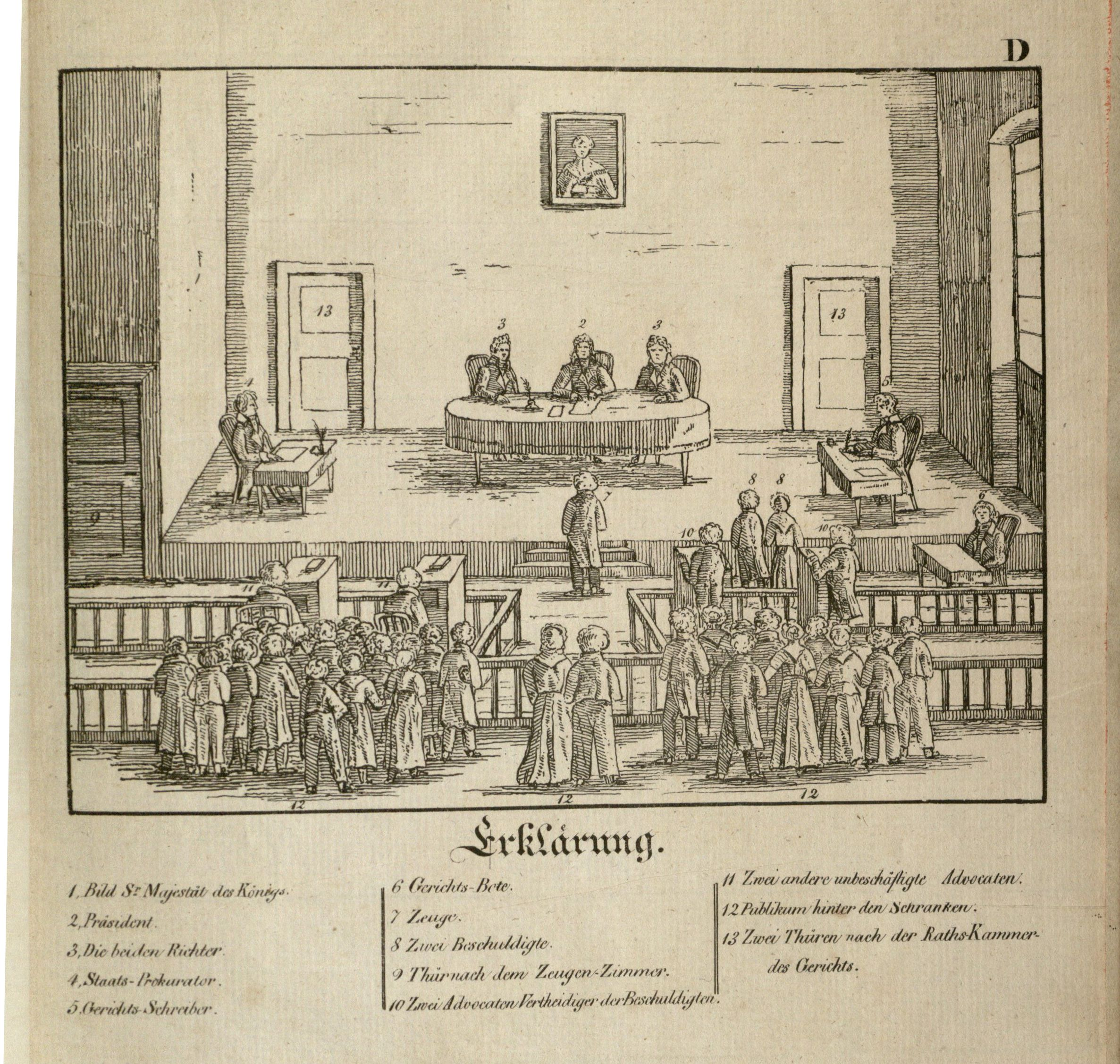
Strafprozess vor dem Bezirksgericht Frankenthal im Jahr 1842

Das Bezirksgericht Frankenthal war ein Bezirksgericht in der Pfalz im Königreich Bayern und der Vorläufer des heutigen Landgerichts Frankenthal. Das Bezirksgericht bestand von 1817 bis 1879 und hatte seinen Sitz im ehemaligen Hospizgebäude in der Bahnhofstraße der Stadt Frankenthal (Pfalz).

## Geschichte
Als Ergebnis des Wiener Kongresses war die Pfalz 1816 zu Bayern gekommen. Im  November 1816 verlegte das Kreisgericht Speyer seinen Sitz nach Frankenthal (Pfalz).
Das Königreich Bayern übernahm die bisherige französische Gerichtsorganisation in ihren Grundzügen. Die dortigen bisherigen Bezirks- oder Arrondissementsgerichte bestanden somit fort, ab 1817 firmierten diese als Gerichte zweiter Instanz unter dem Namen „Bezirksgerichte“. Im (rechtsrheinischen) Hauptteil Bayerns hingegen blieb die Vielzahl der bisherigen Stadt-, Land-, Herrschafts- und Patrimonialgerichte weiterhin bestehen. Erst mit Gesetz vom 1. Juli 1856 wurde das Justizwesen im rechtsrheinischen Bayern analog dem der Pfalz neu geordnet. Die bisherigen Kreis- und Stadtgerichte wurden aufgehoben und 34 neue Bezirksgerichte traten an ihre Stelle.
Die Bezirksgerichte waren für die Städte, in denen sie ihren Sitz hatten, sowie für die in ihrem Sprengel befindlichen Standesherren Gerichte erster Instanz. Für alle anderen Angelegenheiten waren sie Gerichte der zweiten Instanz in Kriminal- und Zivilrechtssachen. Den Bezirksgerichten waren Land- und Stadtgerichte untergeordnet. Übergeordnetes Gericht waren die Appellationsgerichte, hier das Appellationsgericht Zweibrücken.
Mit dem Inkrafttreten des deutschen Gerichtsverfassungsgesetzes wurde 1879 das Bezirksgericht Frankenthal, wie auch die anderen bayerischen Bezirksgerichte, aufgelöst und zum Landgericht Frankenthal umgewandelt.